# Southwest Airlines
Southwest Airlines Co. er et amerikansk flyselskab, der er verdens største lavprisselskab. Selskabet har hovedsæde i Dallas, Texas, og er verdens største flyselskab målt på passagerer (2009), mens det er det fjerdestørste målt på flyflådens størrelse. Pr. 31. december 2009 havde selskabet over 3.200 flyvninger dagligt. Omsætningen var i 2008 11 mia. amerikanske dollar.
Flyseslskabet blev oprettet som Air Southwest 15. marts 1967 af Rollin King og Herb Kelleher, men kom ikke på vingerne fra begyndelsen, fordi andre selskaber modarbejdede selskabet. En højesteretsafgørelse i 1970 afgjorde, at selskabet fik tilladelse til at flyve i Texas. Afgørelsen var vigtig for liberaliseringen af amerikansk luftfart. Selskabet fik sit nuværende navn i 1971 og oprettede ruter mellem Love Field og Houston og San Antonio. Efterhånden har selskabet udviklet et rutenet, der spænder over hele USA.
Southwest har ingen central hub, hvor ruterne udgår fra, men i stedet flere punkt-til-punkt-ruter. Selskabet undgår generelt lufthavne med høje afgifter i bestræbelserne på at holde udgifterne nede. Dette betyder, at de f.eks. beflyver den mindre MacArthur-lufthavn på Long Island for at betjene New York City.